# Gare de Cambo-les-Bains
Gare de Cambo-les-Bains vasútállomás Franciaországban, Cambo-les-Bains településen.

## Vasútvonalak
Az állomást az alábbi vasútvonalak érintik:

## Kapcsolódó állomások
A vasútállomáshoz az alábbi állomások vannak a legközelebb:
- Gare d’Itxassou
- Gare de Halsou - Larressore